# منتخب باربادوس لكرة الطائرة للرجال
منتخب باربادوس لكرة الطائرة للرجال (بالإنجليزية: Barbados men's national volleyball team)‏ هو ممثل باربادوس الرسمي في المنافسات الدولية في كرة طائرة في فئة كرة الطائرة للرجال
.